# Radovan Vlatković
Radovan Vlatković, né le 29 janvier 1962 à Zagreb, est un corniste croate.

## Biographie
Après avoir remporté les prix du  concours international de cor à Liége, du 12e concours de musique yougoslave et du concours International Premo Ancona d'Italie, ainsi que le premier prix au concours international de l'ARD à Munich en 1983, il devient soliste avec l'Orchestre symphonique de la Radio de Berlin (aujourd'hui Deutsches Symphonie-Orchester Berlin). Il a quitté ce poste en 1990 pour se consacrer à une carrière solo et a enregistré un grand nombre d' œuvres majeures pour cor. En 1992, il a accepté un poste de professeur à la Hochschule für Musik und Darstellende Kunst Stuttgart .
Il enseigne le cor au Mozarteum à Salzbourg (1998), et à École supérieure de musique Reine-Sophie de Madrid.
Vlatković participe également en tant qu'artiste au festival de musique de Malboro, a joué avec des orchestres de  musique de chambre et en récital solo pour le Philadelphia Chamber Music Society.
En tant que  soliste, il a voyagé dans toute l'Europe, en Amérique, au Canada, au  Mexique, en Israël, au Proche-Orient, en  Afrique de l'Est, au Japon et en Australie. 
Parmi ses apparitions, il a joué avec le Radio Symphony Orchestra de Berlin, l'Orchestre symphonique de la Radiodiffusion bavaroise, l'Orchestre symphonique de la BBC, l'English Chamber Orchestra, l'Academy of St Martin in the Fields, la Camerata Academica du Mozarteum de Salzbourg, l'Orchestre symphonique Yomiuri du Japon, l'Orchestre symphonique métropolitain de Tokyo et l'Orchestre symphonique de la NHK.
Son répertoire couvre la période baroque, les romantiques, ainsi que la musique du XXe siècle.
Il a enregistré avec EMI Classics en collaboration avec l'English Chamber Orchestra sous la direction de Jeffrey Tate, tous les concertos pour cor de Mozart et Richard Strauss. Son enregistrement des concertos pour cor de Mozart a reçu le prix allemand de la critique,,,.
En 2012, Radovan Vlatković reçoit le Porin music award.